# Tánccipő
A tánccipők olyan cipők, amelyek tulajdonságai úgy lettek specializálva, hogy megfeleljenek az adott táncok támasztotta követelményeknek, segítsék viselőjüket az adott tánc művelésében. Ennek folytán sok különböző tánccipő-típus létezik.

## Típusok
A tánccipő-típusok közül a legelterjedtebbek:
- Dzsesszcipők: általában kétrészes gumírozott talppal rendelkeznek, hogy rugalmasságot biztosítsanak a lábnak. Sarkuk alacsony (2,5 cm-es, vagy kisebb). Elasztikus betétek rögzítik a lábfejhez.
- Szalontánccipők: két kategóriára bonthatjuk: standard és latin. Talpuk általában hasítottbőrből készül. A férfi standardcipők többnyire fűzősek, 2,5 cm-es sarokkal, és lakkozott bőr felsőrésszel. A női standardcipők alkalmi cipők, általában 5 cm-es sarokkal, és a ruhához passzoló színnel. A standard cipők alacsony sarka egyenletesen osztja el a súlyt a talpon, míg a latinok magas sarka a spicc felé tolja a súlyelosztást. A latin cipők sokkal hajlékonyabbak a standardoknál. A férfi latincipők sarka lefelé vékonyodó kiképzésű, 4-5cm magas, míg a nőieké 6-8cm-es. A női latincipők általában nyitott orrúak, és pántosak.
- Balettcipők: ez a cipő lágy, hajlékony felépítésű, vászonból, vagy bőrből készül. Talpa sima, vagy kétrészes kiképzésű is lehet, általában bőrből. A talp rész a saroknál és a spiccnél vastagabb, míg középen vékonyabb. Általában elasztikus szalag szolgál a rögzítésére a lábfej fölött.
- Spicc-cipők: ezeket a cipőket a baletthez tervezték. Az orr részük ragasztással keményített, és a talpuk is megerősített, így a táncos képes lábujjhegyen állni. Elasztikus pántok és szalagok teszik lehetővé a bokához rögzítését.
- „Ghillies”: lágy felépítésű cipők, amiket az ír és skót táncokban használnak.
- Karaktercipők: sarkuk 2,5-7,5 cm magas, többnyire bőrből készülnek. Általában egy vagy több pánt szolgál a rüszt körül a cipő rögzítésére. Lágy és kemény talpú változatai is léteznek. Szteppcipővé is átalakíthatók.
- Sztepptánccipők: a sarok és a spicc alá fémlemezek vannak rögzítve. Ezek ritmikusan csattannak, amikor egy kemény felülethez ütődnek. Bármilyen cipőből készíthetünk szteppcipőt, ha annak talpa alkalmas a fémlemezek rögzítésére.